# Harry and the Potters (album)
Harry and the Potters is het debuutalbum van de gelijknamige indierockband. Het werd uitgebracht in juni 2003 door onafhankelijk platenlabel Eskimo Laboratories. De eerste vier boeken van de Harry Potter-serie inspireerden de band tot het maken van dit album.

## Composities
Alle muziek en teksten zijn geschreven door Joe DeGeorge, Paul De George en Ernie Kim. 
| 1.                 | I am a Wizard                 | 2:34 |
| 2.                 | Platform 9 and ¾              | 1:04 |
| 3.                 | The Dark Lord Lament          | 2:02 |
| 4.                 | Fluffy                        | 0:17 |
| 5.                 | Wizard Chess                  | 1:26 |
| 6.                 | Problem Solving Skillz        | 1:43 |
| 7.                 | Back to School                | 1:22 |
| 8.                 | The Foil (Malfoy)             | 1:35 |
| 9.                 | Follow the Spiders            | 1:34 |
| 10.                | Save Ginny Weasley            | 3:02 |
| 11.                | 2 Weeks to Myself             | 3:10 |
| 12.                | Gryffindor Rocks              | 1:36 |
| 13.                | The Firebolt                  | 1:26 |
| 14.                | My Teacher is a Werewolf      | 0:36 |
| 15.                | The Godfather                 | 2:37 |
| 16.                | The Fourth Triwizard Champion | 2:14 |
| 17.                | The Yule Ball                 | 2:25 |
| 18.                | These Days are Dark           | 5:27 |
| Totale duur: 38:27 |                               |      |